# Lionel Samarajeewa
D. Lionel Samarajeewa (* 20. April 1986) ist ein sri-lankischer Langstreckenläufer.

## Sportliche Laufbahn
Erste internationale Erfahrungen sammelte Lionel Samarajeewa im Jahr 2016, als er bei den Südasienspielen in Guwahati in 30:22,54 min die Bronzemedaille im 10.000-Meter-Lauf hinter den Indern Thonakal Gopi und Suresh Kumar gewann.
In den Jahren 2012, 2013 und 2015 wurde Samarajeewa sri-lankischer Meister im 5000-Meter-Lauf sowie 2015 auch über 10.000 Meter.

## Persönliche Bestzeiten
- 3000 Meter: 8:28,70 min, 8. Mai 2013 in Chon Buri
- 5000 Meter: 14:33,41 min, 25. November 2013 in Colombo
- 10.000 Meter: 30:22,54 min, 10. Februar 2016 in Guwahati